# Dinero virtual
Una moneda virtual o dinero virtual ha sido definido en 2012 por el Banco Central Europeo como "un tipo de dinero digital no regulado, el cual es emitido y generalmente controlado por sus desarrolladores, y usado y aceptado entre los miembros de una determinada comunidad virtual". La Financial Crimes Enforcement Network (FinCEN), una oficina de la Tesorería de Estados Unidos, define la moneda virtual en su guía, publicada en 2013. En 2014, la Autoridad Bancaria Europea define la moneda virtual como "una representación digital de valor, que no es emitido por un banco central o una autoridad pública, ni necesariamente conectada a un dinero fiduciario, pero es aceptado por personas naturales o jurídicas como medio de pago y puede ser transferido, almacenado o intercambiado electrónicamente".

## Definiciones
En 2012, el Banco Central Europeo define la moneda virtual como "un tipo de dinero digital no regulado, el cual es emitido y generalmente controlado por sus desarrolladores, y usado y aceptado entre los miembros de una determinada comunidad virtual".: 13 
En 2013, Financial Crimes Enforcement Network (FinCEN), una oficina de la Tesorería de los EE. UU., en contraste con su reglamento, define la moneda como "dinero en moneda y papel moneda de los Estados Unidos o de cualquier otro país que [i] es designado como moneda de curso legal y que [ii] circula y [iii] es habitualmente utilizado y aceptado como medio de intercambio en el país de emisión", también denominado "moneda real" por FinCEN, define la moneda virtual como "un medio de intercambio que funciona como una moneda en algunos entornos, pero no tiene todos los atributos de la moneda real". En conclusión, la moneda virtual no tiene curso legal en cualquier jurisdicción.
En 2014, la Autoridad Bancaria Europea define la moneda virtual como "una representación digital de valor, que no es emitido por un banco central o una autoridad pública, ni necesariamente conectada a un dinero fiduciario, pero es aceptado por personas naturales o jurídicas como medio de pago y puede ser transferido, almacenado o intercambiado electrónicamente".

## Historia del término
En su testimonio escrito del 2013 la audiencia del congreso sobre las monedas virtuales, Ben Bernanke, afirmó que "las monedas virtuales han sido vistas como una forma de "dinero electrónico" o área de sistema de pagos tecnológica que ha ido evolucionando a lo largo de los últimos 20 años", en referencia a una audiencia en el congreso sobre el Futuro del Dinero antes de que el Comité Bancario y de Servicios Financieros el 11 de octubre de 1995.
El dinero de Internet Flooz fue creado en 1999. El término "dinero virtual" parece haber sido acuñado por el 2009, en paralelo con el desarrollo de las monedas digitales y juegos sociales.
Aunque la clasificación correcta es "moneda digital", instituciones gubernamentales de Estados Unidos han preferido y adoptado uniformemente el término de "moneda virtual", primero FinCEN, luego el FBI en 2012, también en la Oficina de Contabilidad General en su informe del 2013 y otras agencias gubernamentales testificando en la edición de noviembre de 2013 En el Senado de EE. UU. en la audiencia sobre Bitcoin, así como el Departamento de Seguridad Nacional, la Securities and Exchange Commission, la fiscalía General de la nación.

## Límites para ser moneda
Los atributos de una moneda real, tal como se define en 2011 en el Código de Regulaciones Federales, tales como el papel de dinero real y monedas reales son las que simplemente actúan como moneda de curso legal y circulan "habitualmente".
El IRS decidió, en marzo de 2014, tratar al bitcoin y otras monedas virtuales como propiedad para propósitos de impuestos, no como moneda. Algunos han sugerido que esto hace que los bitcoins no sean fungibles, es decir, una bitcoin no es idéntica a otra bitcoin, a diferencia de un galón de petróleo crudo es idéntico a otros galones de petróleo crudo haciendo inviable al Bitcoin como moneda. Otros han señalado que una medida como la contabilidad sobre la base del coste medio restauraría la fungibilidad de la moneda.

## Categorización por flujo de divisas

### Monedas virtuales cerradas
Las monedas virtuales han sido llamados "cerradas", cuando no tienen conexión con la economía real, como monedas "solo-para-juegos-online" como World of Warcraft (WoW). Mientras que puede haber un mercado negro para el intercambio de Oro WoW frente a los activos del mundo real, pero está expresamente prohibido por el titular de WoW.

### Monedas virtuales con flujo de divisas en una sola dirección
Este tipo de moneda se conoce desde hace mucho tiempo en forma de programas de incentivos al cliente o programas de fidelidad. El primer cupón conocido en la historia es probablemente de los EE. UU., que se atribuye a Asa Candler, inventor de la Coca-Cola y los cupones gratis de bebida en 1887, seguido del cupón de descuento de un centavo de C.W. Post en las cajas de cereales para el desayuno en 1895, ambas para conducir ventas. El negocio de la emisión de cupones de descuento como una autoridad central. Los cupones se mantuvieron sin cambios durante 100 años, hasta que la nueva tecnología permitió a las tarjetas de crédito hacerlo más común en la década de 1980, y se inventaron las recompensas de tarjetas de crédito. La última encarnación impulsa el aumento del comercio por Internet, servicios en línea, el desarrollo de las comunidades y los juegos en línea. Aquí la moneda de juego o virtual se puede comprar, pero no intercambiar de nuevo en dinero real. La moneda virtual es similar a un cupón. Ejemplos de ello son los programas de viajero frecuente de diversas compañías aéreas, puntos de Microsoft, Nintendo Points, Créditos de Facebook, Ven (moneda) y Amazon Coin.

### Monedas virtuales convertibles
Una moneda virtual que puede ser comprada y vendida de nuevo por moneda de curso legal se llama moneda convertible. Puede ser centralizada como Dólares Linden, la moneda virtual de Second Life o descentralizados, como por ejemplo el bitcoin.

## Monedas virtuales centralizadas vs descentralizadas
FinCEN definido monedas virtuales centralizadas en 2013 como las monedas virtuales que tienen un "repositorio centralizado", similar a la de un banco central, y un "administrador central".
Una moneda descentralizada fue definida por el Departamento del Tesoro como una "moneda (1) que no tiene ningún repositorio central y ningún administrador, y (2) que las personas pueden obtenerla por sus propio esfuerzo informático o de fabricación". En lugar de basarse en la confianza de una autoridad central, depende en cambio, de un sistema distribuido de confianza.

### Bitcoin
Bitcoin es la primera moneda digital descentralizada.: 1  La confianza en la moneda se basa en la "transacción de contabilidad que es criptográficamente verificada y mantenida conjuntamente por los usuarios de la moneda". La Foundación Bitcoin afirma que bitcoin fue "diseñado para ser totalmente descentralizado con mineros que operan en todos los países, y que ningún individuo tenga el control sobre la red", y que bitcoin es "virtual como las redes de tarjetas de crédito y banca en línea que las personas usan a diario".
Según un periodista de Forbes, "la minería bitcoin se ha convertido cada vez más centralizada", y un grupo de investigadores cryptologicos europeos cuestionan, si Bitcoin de hecho es una moneda descentralizada. Para mejorar la descentralización bitcoin, sugieren fomentar piscinas mineras totalmente descentralizados, sólo permiten 1 voto por cliente bitcoin para aumentar la transparencia en la toma de decisiones.

## La matriz del dinero
La moneda Digital es una forma particular de dinero que se transfiere electrónicamente y se almacena, es decir, distinto de la moneda física, como monedas o billetes de banco. De acuerdo con el Banco Central Europeo, las monedas virtuales son "generalmente digitales", aunque su precursor perdurable, por ejemplo el cupón, sea físico.
Un criptomoneda es una moneda digital que utiliza la criptografía para proteger las transacciones y el control de la creación de nuevas unidades de moneda. Ya que no todas las monedas virtuales usan la criptografía, no todas las monedas virtuales son criptomonedas. Las criptomonedas generalmente no son de curso legal. Ecuador es el primer país en el intento de que un gobierno tenga una moneda digital-no es criptomoneda; durante la fase introductoria de la Víspera de Navidad de 2014 hasta mediados de febrero de 2015 las personas pueden abrir cuentas y cambiar contraseñas. A finales de febrero de 2015 serán posibles las transacciones de dinero electrónico.
| Matriz del dinero Adaptado de un trabajo BCE, Esquemas de Moneda Virtual: 11 | Matriz del dinero Adaptado de un trabajo BCE, Esquemas de Moneda Virtual: 11 | Matriz del dinero Adaptado de un trabajo BCE, Esquemas de Moneda Virtual: 11 | Formato de dinero             | Formato de dinero                     | Formato de dinero            |
| Matriz del dinero Adaptado de un trabajo BCE, Esquemas de Moneda Virtual: 11 | Matriz del dinero Adaptado de un trabajo BCE, Esquemas de Moneda Virtual: 11 | Matriz del dinero Adaptado de un trabajo BCE, Esquemas de Moneda Virtual: 11 | Física                        | Digital                               | Digital                      |
| Matriz del dinero Adaptado de un trabajo BCE, Esquemas de Moneda Virtual: 11 | Matriz del dinero Adaptado de un trabajo BCE, Esquemas de Moneda Virtual: 11 | Matriz del dinero Adaptado de un trabajo BCE, Esquemas de Moneda Virtual: 11 | Física                        | No basado en criptografía             | Criptomoneda                 |
| ---------------------------------------------------------------------------- | ---------------------------------------------------------------------------- | ---------------------------------------------------------------------------- | ----------------------------- | ------------------------------------- | ---------------------------- |
| Estado Legal                                                                 | No reglamentado                                                              | Centralizado                                                                 | Cupón                         | Cupón de Internet                     |                              |
| Estado Legal                                                                 | No reglamentado                                                              | Centralizado                                                                 | Cupón                         | Cupón móvil                           |                              |
| Estado Legal                                                                 | No reglamentado                                                              | Centralizado                                                                 | Monedas locales               | Moneda virtual centralizada           |                              |
| Estado Legal                                                                 | No reglamentado                                                              | Descentralizado                                                              | Dinero físico de mercancía    | Ripple                                | Descentralizado criptomoneda |
| Estado Legal                                                                 | Regulado                                                                     | Regulado                                                                     | Billetes y monedas (efectivo) | Dinero electrónico                    |                              |
| Estado Legal                                                                 | Regulado                                                                     | Regulado                                                                     | Billetes y monedas (efectivo) | Dinero de Banco comercial (depósitos) |                              |

1. ↑  The cells with the blue background denote a virtual currency.

## Reglamento
Las monedas virtuales plantean desafíos para los bancos centrales, reguladores financieros, departamentos o ministerios de finanzas, así como de las autoridades fiscales y las autoridades estadísticas.
Gareth Murphy, el Banco Central de Irlanda, describió los desafíos regulatorios planteados por las monedas virtuales que están relacionados con:
- Estadísticas económicas
- Política monetaria y política cambiaria
- Impuesto a la fuga
- Sistemas de pago y liquidación de infraestructura
- Protección del consumidor
- Anti-lavado de dinero
- Impacto de la regulación financiera en los proveedores de servicios financieros

### Guía del Tesoro de EE.UU.
El 20 de marzo de 2013, la Red de Control de Crímenes Financieros emitió una guía para aclarar cómo la Ley de Secreto bancario de Estados Unidos se aplica a las personas que crean, intercambien y transmitan monedas virtuales.

### Guía de la Securities and Exchange Commission
En mayo de 2014, la Securities and Exchange Commission de EE. UU. (SEC) ", advirtió sobre los peligros de Bitcoin y otras monedas virtuales".

### Regulación estatal de Nueva York
En julio de 2014, el Departamento de Servicios Financieros del Estado de Nueva York propuso la regulación más completa de monedas virtuales hasta la fecha comúnmente conocida como BitLicense. A diferencia de los reguladores federales de Estados Unidos que han recogido las aportaciones de los partidarios de Bitcoin y la industria financiera a través de audiencias públicas y un período de comentarios al 21 de octubre de 2014 para personalizar las reglas. La propuesta, por nota de prensa NY DFS "... intentó lograr un equilibrio adecuado que ayuda a proteger a los consumidores y erradicar las actividades ilegales. Ha sido criticado por las empresas más pequeñas para favorecer a las instituciones establecidas, y los exchanges de bitcoin chinos se han quejado de que las normas son "demasiado amplias en su aplicación fuera de los Estados Unidos".